# Міттельланд (округ)
Міттельланд (нім. Bezirk Mittelland) — округ у Швейцарії в кантоні Аппенцелль-Ауссерроден.

## Громади
У таблиці наведено список громад округу станом на 2022 рік, населення та площа станом на 2019 рік.

| Українська назва | Оригінальна назва | Код BFS | Населення | Площа |
| ---------------- | ----------------- | ------- | --------- | ----- |
| Бюлер            | Bühler            | 3021    | 1852      | 5,6   |
| Гайс             | Gais              | 3022    | 3066      | 21,2  |
| Тойфен           | Teufen (AR)       | 3024    | 6362      | 15,3  |
| Троген           | Trogen            | 3025    | 1752      | 10,0  |
| Шпайхер          | Speicher          | 3023    | 4408      | 8,2   |